# هورابولو
هورابولو أو حورابولو (من حورس أبولو (بالإغريقية: Ὡραπόλλων)‏) يُعتبر مؤلف لأطروحة بعنوان هيروجليفيكا (Hieroglyphica (بالإغريقية: ΙΕΡΟΓΛΥΦΙΚΑ)‏) عن اللغة المصرية يعود تاريخها للقرن الخامس تقريبًا، ترجمها لليونانية شخص يسمى فيليبوس (Philippus).

## حياته
ورد في السودا (تحت رقم أدلر: ω 159) شخصين تحت نفس الاسم، الأول هورابولو كان نحويا بارعا مشهورا في زمنه من قرية فاينبثيس (Phaenebythis) من مقاطعة أخميم (Panopolite nome) درَّسَ في الإسكندرية ومصر، ثم في القسطنطينية زمن ثيودوسيوس. سجل أسماء المعابد وأماكنها في كتاب "تيمينيكا" (بالإغريقية: Τεμενικά)‏، وكتب تعليقات على سوفوكليس، وألكايوس، وهوميروس، يدعوه فوتيوس (الكتاب رقم 279) كاتبًا مسرحيًا ونحويًا ، ينسب إليه تاريخ تأسيس الإسكندرية وآثارها. كان تيموثاوس الغزاوي ، الذي أثرت أطروحاته عن الحيوانات في الأدب العلمي البيزنطي والعربي، أحد تلامذته. نسب معظم محرري القرن السادس عشر كتاب هيروجليفيكا إلى هورابولو هذا.
والآخر زمن زينون (474 – 491 م) حيث كان نيكوميديس "Nicomedes" يبحث عن هاربوكراس "Harpocras" لاستجوابه حول مكان أمونيوس "Ammonius" لعلمه بصداقته له، فأرسل إيسيدوروس رسالة مكتوبة لتحذيره، فقبض على الرسول واعترف على من أرسله، فقبض على هيراسكوس "Heraiscus" وهورابولو، وعلقوهم من أيديهم ليعترفوا على مكان هاربوكراس وأيسيدوروس، وتوقع هيراسكوس أن هورابولو سيتخلى عن ايمانه ويعتنق المسيحية وهو ما فعله بالنهاية.

## هيروجليفيكا
يتكون نص هيروجليفيكا من كتابين يحويان 189 شرحًا للهيروغليفية المصرية. مترجمة من أصل مصري لليونانية بواسطة شخص يدعى فيليبس، لا يُعرف عنه أي شيء. تشير الترجمة اليونانية الضعيفة، والإضافات في الكتاب الثاني إلى حداثتها؛ حتى أن البعض أرجعها إلى القرن الخامس عشر.
اكتشف النص عام 1419 في جزيرة أندروس، ونقله كريستوفورو بونديلمونتي إلى فلورنسا (وهو محفوظ اليوم في مكتبة لورينزيانا، Plut. 69،27).
بنهاية القرن الخامس عشر، أصبح النص يتمتع بشعبية كبيرة بين الإنسانيين وترجمه جورجيو فالا لللاتينية (في MS. Vat. lat. 3898).
ظهرت أول نسخة مطبوعة من النص في عام 1505 (نشرها مانوتسيو)، وترجمها فيليبو فاسانيني "Filippo Fasanini" للاتينية في عام 1517، مما أدى إلى بدء سلسلة طويلة من الطبعات والترجمات.
منذ القرن الثامن عشر، أصبحت صحة الكتاب موضع شك، لكن علم المصريات الحديث يعتبر الكتاب الأول على الأقل مبنيًا على معرفة حقيقية بالهيروغليفية، على الرغم من احتوائه على خلط بين الرموز الهيروغليفية والتفسيرات الغرائبية للرموز والتكهنات اللاهوتية، وقد يكون الكتاب آخر بقايا الكهنوت المصري في القرن الخامس.
ورغم أن نسبة كبيرة جدًا من الأقوال تبدو سخيفة ولا يمكن تفسيرها بأي شيء معروف في الاستخدام الأحدث والأكثر خيالًا، إلا أن هناك أدلة كثيرة في كلا الكتابين، في حالات فردية، على أن تقليد قيم العلامات الهيروغليفية لم يكن كذلك. لكنها انقرضت في أيام مؤلفها.
كان هذا النهج من التأملات الرمزية حول الهيروغليفية (التي كان الكثير منها في الأصل علامات مقطعية بسيطة) شائعًا خلال العصر الهيليني، حيث ورث الإنسانيون الأوائل، وصولاً إلى أثناسيوس كيرشر، التصور المسبق عن الهيروغليفية باعتبارها نصًا سحريًا ورمزيًا وإيديولوجيًا. في عام 1556، نشر عالم الإنسانيات الإيطالي بيريو فاليريانو بولزاني [الإنجليزية] كتابًا هيروغليفيًا ضخمًا في مطبعة مايكل إيسينجرين "Michael Isengrin" في بازل، وهو شرح لكتاب هورابولو. أهدي الكتاب إلى كوزيمو الأول.
يتعامل الجزء الثاني من الكتاب الثاني مع الرمزية والاستعارة الحيوانية، المستمدة أساسًا من أرسطو وأليانوس وبليني وأرتميدوروس، وربما أضافها المترجم اليوناني.

## طبعات الكتاب
- Aldus Manutius, Venice 1505 (editio princeps)
- George Boas, New York 1950 (English translation), reprinted 1993 (ردمك 0-691-00092-1).
- Orapollo, I geroglifici, Rizzoli, Milan 1996 (ردمك 88-17-16997-8).

## أنظر أيضا
- أثناسيوس كيرتشر
- هرميس الهرامسة

## روابط خارجية
- ترجمة مادة هورابولو في موسوعة سودا
- هيروجليفكس هورابولو، ترجمة ألكساندر ترنر كوري عام 1840 .
- هورابولو
- هورابولو، طبعة 1547
- ΙΕΡΟΓΛΥΦΙΚΑ